# Paul Denniker
Paul Denniker, eigentlich: Paul Albert Dehnicke, (* 30. Mai 1897 in Balham (London); † nach 1947) war ein US-amerikanischer Komponist und Songwriter, der vor allem durch den Song „S’posin’“ in Erinnerung bleibt, gecovert von Stars wie Louis Armstrong, Miles Davis, Frank Sinatra und Sarah Vaughan.

## Leben und Wirken
Denniker immigrierte 1919 in die Vereinigten Staaten und arbeitete in den folgenden Jahren als Komponist und Songwriter. Seine Karriere begann im selben Kreis von Songwritern, Verlegern und Noten-Vorführern wie Andy Razaf, Spencer Williams und Alex Hill. Er galt als versierter Pianist (wie es anscheinend laut Will Friedwald alle Mitarbeiter von Razaf waren) und schrieb mit Razaf Nummern wie „F’r Instance“ „He Belongs to Me“, „If You Love Me, Say So!“ und „Let’s Break the Good News“, eingespielt von 1926 bis 1936 von Jazz- und Swingmusikern wie Bernard Addison, Eddy Duchin, Bert Lown, Ben Pollack, Eddie South, Fats Waller und Ted Weems.
Sein bekanntestes Stück „S’posin’“, 1929 von Denniker komponiert, zu dem Razaf den Liedtext lieferte, wurde ein Hit für den Sänger Rudy Vallée und inspirierte eine ganze Reihe ähnlicher Lieder – ein Zyklus, zu dem Denniker und Razaf beitrugen und so „Won’tcha?“ hervorbrachten und „Perhaps“.
Vertragliche Vereinbarungen zwischen dem Musikverleger Joe Davis und Andy Razaf führten jedoch dazu, dass Denniker und er keine Tantiemen seines Hits erhielten.
Denniker arbeitete in dieser Zeit häufig mit Razaf zusammen, hatte aber auch andere Partner wie Don Redman („Save It Pretty Mama“), Will Osborne („Beside an Open Fireplace“) und Edwin Gilbert. Mitte der 1930er-Jahre wurde hawaiianische Musik populär; Denniker antwortete auf den Trend mit Stücken wie „Hawaiian Starlight“ und „In My Dream of Waikiki“. Als das Lied „Christopher Kolumbus“ (von Chu Berry/Andy Razaf) bei der Hörerschaft großen Anklang fand, wurden historische Persönlichkeiten zum neuen Songwriting-Auftrag; darauf schrieben Razaf und Denniker über „Nero“, aufgenommen 1936 von Fats Waller. Zum Katalog von Razaf und Denniker gehörten auch anspielungsreiche Songs wie „Shake Your Can, She’s Nine Months Gone“ und „Where Can I Find a Cherry“. Über Dennikers späteres Leben ist nichts bekannt.